# Константиновская волость (Богучарский уезд)
Константиновская волость — историческая административно-территориальная единица Богучарского уезда Воронежской губернии с центром в слободе Константиновка.
По состоянию на 1880 год состояла 11 поселений, 7 сельских общин. Население — 14 585 человек (5719 мужского пола и 5742 — женской), 1559 дворовых хозяйств.
|                       | Площадь, десятин | В том числе пахотной, дес. |
| --------------------- | ---------------- | -------------------------- |
| Сельских общин        | 34148            | 28014                      |
| Частной собственности | 1742             | 1263                       |
| Другой собственности  | 268              | 174                        |
| В общем               | 36158            | 29451                      |

Поселения волости на 1880 год:
- Константиновка (Кантемировка) — бывшая государственная слобода при реках Федоровка и Вшива за 95 верст от уездного города, 5790 человек, 861 двор, 2 православные церкви, школа, железнодорожная станция, почтовая станция, 13 лавок, кожевенный завод, 101 ветряная мельница, 2 ярмарки в год. За 8 верст — постоялый двор. За 8 верст — железнодорожная станция Бык.
- Журавка — бывшая государственная слобода, 786 человек, 73 двора, православная церковь, 19 ветряных мельниц, железнодорожная станция.
- Зайцевка — бывшая государственная слобода при реке Федоровка, 1840 человек, 255 дворов, православная церковь, 25 ветряных мельниц, лавка, торжок.
- Колещатовка — бывшая государственная слобода, 1256 человек, 180 дворов, православная церковь, 19 ветряных мельниц.

По данным 1900 года в волости насчитывалось 55 поселений с преимущественно украинским населением, 8 сельских обществ, 125 зданий и учреждений, 1913 дворовых хозяйств, население составляло 14 345 человек (7193 мужского пола и 7152 — женского).
В 1915 году волостным урядником был Иван Денисович Зюбанов, старшиной был Михаил Федорович Хіманич, волостным писарем — Николай Иванович Коломийцев.